# Igrejas da Comunidade Metropolitana

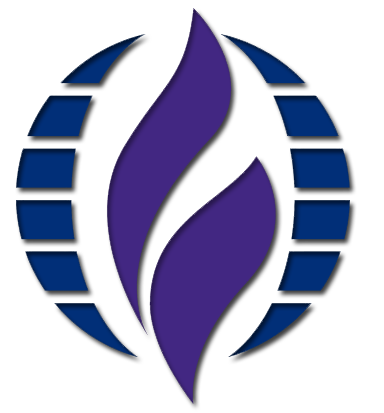
Logo da ICM.

As Igrejas da Comunidade Metropolitana (ICM; Metropolitan Community Churches, em inglês, MCC) são uma comunhão internacional de comunidades cristãs da vertente protestante, e caracterizada por seu progressivismo humanitário e aceitação irrestrita de fiéis que se identificam como lésbicas, gays, bissexuais, transsexuais e afins. A maioria dos seus membros se identifica como LGBT.

## História
A ICM foi fundada pelo Reverendo Troy Perry, um pastor pentecostal que sofreu perseguições por ser gay e por isso tentou suicídio; a primeira reunião aconteceu em 6 de outubro de 1968 com doze pessoas em sua sala. Já em 1969, foi a primeira organização religiosa a realizar cerimônias de casamento entre pessoas do mesmo sexo.
No final de 1970, os líderes das primeiras igrejas em Los Angeles, São Francisco, San Diego, Chicago e Honolulu reuniram-se na primeira Conferência Geral da nova denominação, a Universal Fellowship of Metropolitan Community Churches (UFMCC; em português, Fraternidade Universal das Igrejas da Comunidade Metropolitana, FUICM). O prédio da primeira igreja foi inaugurado em Los Angeles em 1971, atualmente conhecida como Founders Metropolitan Community Church. A primeira mulher foi ordenada ministra em 1972. Em 1973, o primeiro templo foi queimado em um ataque homofóbico, mesmo destino que outros templos tiveram ao longo dos anos, resultando até em mortes de membros. Ao longo das décadas de 1970 e 1980, a igreja se envolveu em diversas ações sociais em defesa dos direitos LGBT, como o acolhimento a pessoas com AIDS.
A ICM foi rejeitada tanto como membro quanto como observador do Conselho Nacional de Igrejas, mas faz parte de vários conselhos estaduais de igrejas. Recebeu status de observador do Conselho Mundial de Igrejas em 1991.
Ao longo dos anos, a denominação desenvolveu algumas questões de sua experiência cristã. Nos primeiros anos, qualquer pessoa que se sentisse chamada ao ministério podia ser ordenada na ICM, mas agora é exigida formação nos seminários e nos cursos próprios da denominação. Sua marca é o evangelho inclusivo de três pontos: Salvação Cristã, Comunidade Cristã e Igualdade de direitos. Em relação à doutrina, considerando as múltiplas origens de clérigos e membros desde seu início, a ICM abriga uma grande diversidade de estilos litúrgicos. Apesar de aceitar o Credo dos Apóstolos e o Credo Niceno, a denominação se afirma não-confessional.
A Conferência Geral trienal governa o órgão internacional e vota alterações aos estatutos, elege líderes e trata de outros assuntos da igreja. Um Moderador, eleito pelo conselho geral, atua como porta-voz, CEO e principal visionário da MCC. Reverendo Dr. Troy Perry foi o primeiro Moderador da denominação, até se aposentar. A segunda Moderadora eleita da ICM foi a Reverenda Bispa Dra. Nancy Wilson, entre 2005-2016, sucedida em 2019 pela Reverenda Bispa Cecilia Eggleston.
No Brasil, a ICM iniciou-se a partir de um grupo que traduziu o material e se aproximou da UFMCC. O primeiro templo foi inaugurado no Rio de Janeiro, em 2004. Depois, expandiu-se com igrejas e missões em várias cidades. A ICM do Brasil foi organizada como rede em agosto de 2006. Em 2009 a ICM Brasil organizou sua Agenda Nacional que conta com um Conselho de Lideranças com reuniões periódicas, Retiro Nacional Anual, Retiro Regional Nordeste Bianual e Concílio Anual de Lideranças Comunitárias. A igreja brasileira se tornou a quarta com maior número de clérigas/os na UFMCC.
A ICM possui cerca de trezentas comunidades pelo mundo. Está presente em mais de vinte países, inclusive com muitas apenas de forma online.